# Nataša Gollová

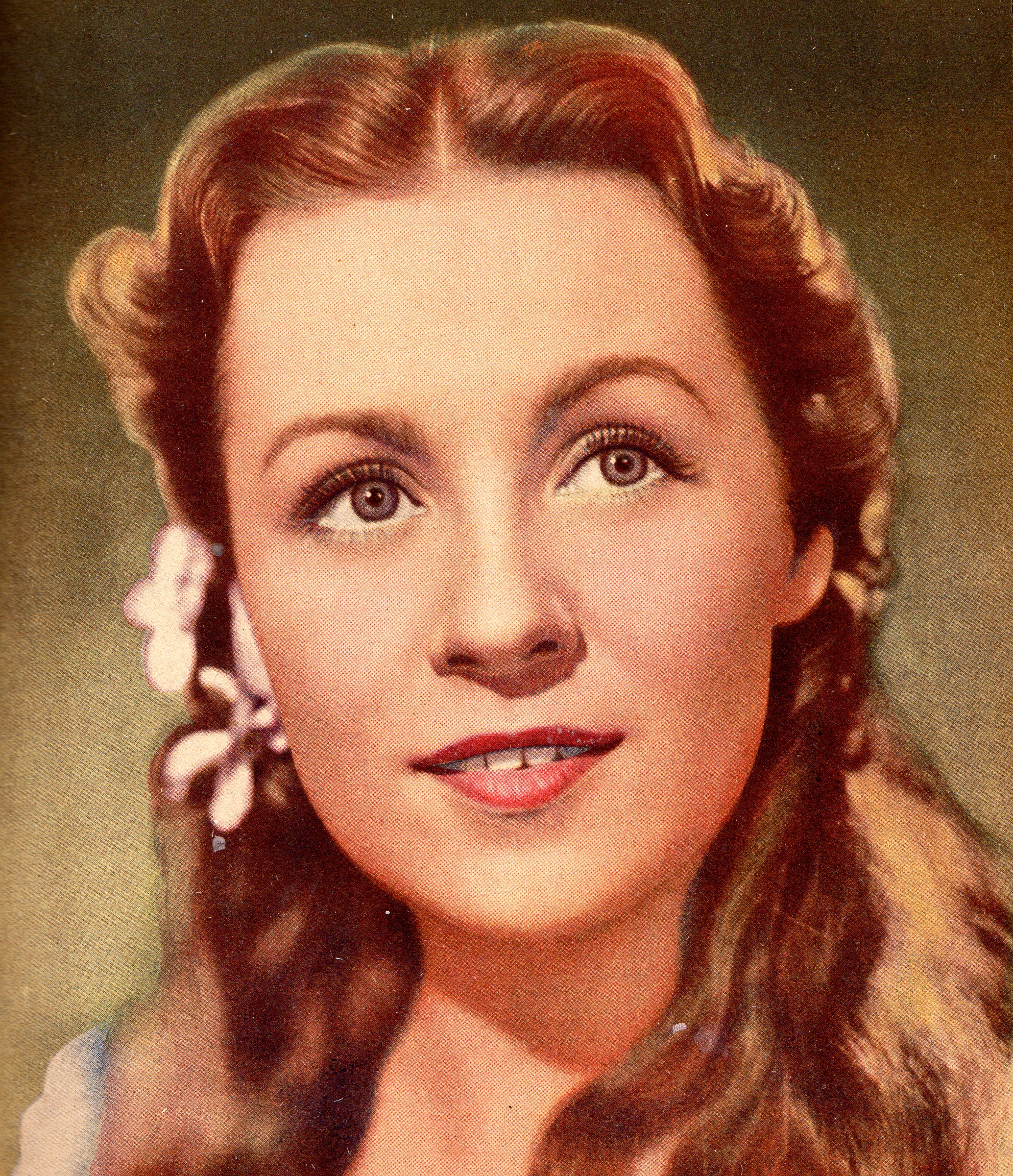
Natasa Gollová.

Nataša Gollová, född 27 februari 1912 i Prag, Böhmen, Österrike-Ungern, död 29 oktober 1988 i Prag, Tjeckoslovakien, var en tjeckisk skådespelare.
Gollová fick sitt genombrott som skådespelare i komedifilmer som Príklady táhnou och framförallt Eva tropí hlouposti 1939. Den sistnämnda var regisserad av Martin Fric som hon kom att göra ytterligare filmer med på 1940-talet och 1950-talet. Under denna tid var hon en idol i Tjeckoslovakien. Hon blev främst ihågkommen som komedienn även om hon också gjorde många dramatiska roller.

## Filmografi, urval
- 1932 – Skolans rackarunge
- 1939 – Eva tropí hlouposti
- 1941 – Hotel Modrá hvězda
- 1941 – Roztomilý člověk
- 1952 – Kejsarens bagare
- 1966 – Fantom Morrisvillu
- 1969 – Spalovač mrtvol